# أليس كبريتي
الأليس الكبريتي (باللاتينية: Alyssum sulphureum) نوع نباتي يتبع جنس الأليس من الفصيلة الكرنبية.

## البيئة والانتشار
موطنه بلاد الشام.